# 諾里奇沃克 (緬因州)
諾里奇沃克（英語：Norridgewock）是一個位於美國緬因州薩默塞特縣的鎮。

## 人口
根據2020年美國人口普查的數據，諾里奇沃克的面積為132.63平方千米，當中陸地面積為129.37平方千米，而水域面積為3.26平方千米。當地共有人口3278人，而人口密度為每平方千米25人。